# サンケイ新聞事件
サンケイ新聞事件（さんけいしんぶんじけん）とは、1973年（昭和48年）12月2日付サンケイ新聞（現・産経新聞）朝刊に掲載された自由民主党による日本共産党に対する意見広告をめぐって、共産党が無償で反論文掲載のためのアクセス権を求めて発行元の産業経済新聞社を訴えた裁判。言論の自由や新聞社の公的記事の掲載に萎縮効果を生じさせるなどの理由で日本共産党側が全面敗訴した。サンケイ新聞意見広告事件とも呼ばれる。

## 概要
1968年（昭和43年）10月、産業経済新聞社社長に就任した鹿内信隆は、70年6月、4項目からなる「サンケイ信条」を制定し、73年6月に紙面に「正論」欄を設け、真の自由と民主主義を守るための独自路線、すなわち"正論路線"を打ち出した。この正論欄の新設と同じ時期に、サンケイは「意見広告」（有料広告）の開放に踏み切り、9月からその掲載を開始し、12月2日付に「前略　日本共産党殿　はっきりさせてください。」というタイトルの自民党の意見広告を紙面の2分の1ページに当たる全7段で掲載した。その内容は、当時の共産党が参議院選挙向けに掲げていた「民主連合政府綱領」が、自衛隊・安保条約・天皇・国会等の各点について「日本共産党綱領」と比較して矛盾していると批判するもので、目、鼻、口などがバラバラになった顔のイラストも添えられるなどしていた。共産党は前年12月の総選挙で39議席（革新共同を含む）を獲得、その躍進ぶりが注目されていた。
自民党の意見広告は有力各紙に持ち込まれたが、掲載したのは、サンケイと日経の2紙だけで、朝日、毎日、読売、東京は断っている。なお、のちに日経は、共産党からの抗議に応え、「今後この種の広告の掲載は見合わせる措置」をとった。
共産党はこれを意見を求める挑戦的広告だとして、憲法21条からアクセス権が導かれるとして「同一スペースの反論文の無料掲載」をサンケイ新聞に求めたが、サンケイ側は「自由民主党と同じく有料の意見広告であれば掲載するが、無料では応じられない」と回答した。これに対して共産党は、東京地裁に仮処分を求めたが、申請を却下された。さらに、共産党は産業経済新聞社を相手取って「同一スペースの反論文の無料掲載」をさせるよう東京地方裁判所に訴訟を起こした。
一審・二審とも憲法21条から直接にアクセス権は認められない、人格権の侵害を根拠としても新聞に反論文の無料掲載などという作為義務を負わせることは、法の解釈上も条理上もできないとされ、また当事件では名誉毀損も成立しないとして共産党の請求は棄却された。判決を不服とした共産党は、ただちに上告したが、1987年（昭和62年）4月、最高裁は上告棄却し、日本共産党の全面敗訴が確定した。

## 意義
アクセス権に関する訴訟の代表として知名度が高い事件である。政党批判など新聞の表現の自由に対して間接的危険（萎縮効果）をもたらすおそれがあるとして判例はアクセス権には否定的で、少なくとも憲法21条から具体的権利としては認められず、具体的権利とするためには明文化された法制度の確立が必要とされた。しかし、明文化したところでマスメディアの消極的表現の自由を侵害するものとして違憲と判断される可能性も高い。 ただし判例も留保しているように不法行為が成立する場合（名誉毀損などの場合）の反論権は民法723条による救済方法の一つとしては考えうる。

## 日本共産党による産経新聞接触禁止命令と拉致問題調査交流
元来サンケイ新聞は反共主義を掲げていたが、この事件によって両者の反目は決定的となった。その中で1988年（昭和63年）、北朝鮮による日本人拉致問題のうち、アベック失踪事件を追っていた兵本達吉（日本共産党、橋本敦の議員秘書）は、情報源となる1980年（昭和55年）1月の産経新聞の記事について、執筆者の阿部雅美に連絡を取った。日本共産党からは産経新聞との接触を禁じられていたが、兵本は構わずに阿部の元に電話をかけた。阿部も相手が共産党関係者と聞くと構えた口調になったが、兵本の熱意に押され、事件の内容をこと細かく話したという。しかし両組織の関係上、この2人が実際に会えたのは横田めぐみの拉致が明らかになった後だったという。